# عبد المجيد الشرفي
عبد المجيد الشرفي، ولد في 23 يناير 1942 في صفاقس، هو جامعي تونسي متخصص في الفكر والحضارة الإسلامية.

## السيرة الذاتية
ولد عبد المجيد الشرفي لعائلة برجوازية قديمة تعود أصولها للأندلس، كانت قد استقرت في صفاقس منذ القرن الرابع عشر، ساهمت في تخريج العديد من العلماء والقضاة و الأئمة والمفتين. تحصل على دكتوراه في الآداب من جامعة تونس في 1982.
بدأ تدريس الفكر والحضارة الإسلامية في الجامعة التونسية خلال سبعينات القرن العشرين. شغل منصب عميد لكلية العلوم الإنسانية والاجتماعية بتونس بين سنتين 1983 و1986. كلف بين سنتي 1993 و1996 بمهمة متابعة الإصلاحات في وزارة التعليم العالي. كان عضوا في اللجنة الوطنية للتقييم بين سنتي 1993 و1996، و في مجلس المؤسسة العربية للفكر المعاصر. كما شغل كرسي اليونسكو للأديان المقارنة بين سنتين 1999 و2003.
عضو لجان تحرير عدة مجلات علمية مثل Ibla وIslamochristiana و Études maghrébines و Revue arabe des droits de l'homme و Prologues. قدم العديد من المحاضرات حول العالم، وهو أستاذ زائر في العديد من الجامعات العربية والأوروبية : كجامعة باريس الرابعة و جامعة لايدن و جامعة روما سابينزا و المعهد البابوي للدراسات العربية والإسلامية.
أستاذ فخري في جامعة تونس، يحاول فهم النص القرآني بالاعتماد على الأدوات التحليلة للعلوم الإنسانية.
عضو المجلس الاقتصادي والاجتماعي بين سنتي 1993 و1997، ثم بعد الثورة التونسية في 2011، عين عضوا في الهيئة العليا لتحقيق أهداف الثورة والإصلاح السياسي والانتقال الديمقراطي ثم في لجنة الحريات الفردية والمساواة.
مدير مجموعة معالم الحداثة لدار الجنوب للنشر ومجموعة الإسلام واحدا ومتعددا لدار الطليعة، انتخب في 15 ديسمبر 2015 كرئيس للمجمع التونسي للعلوم والآداب والفنون (مؤسسة بيت الحكمة) و هو حائز على العديد من الجوائز المحلية والعربية.
يبحث من خلال أعماله ودراسته على خلق المصالحة بين المسلم المعاصر والحداثة. كما يدافع من خلال كتاباته على ضرورة خلق حوار جدي بين الحضارات والأديان.

## الأوسمة
- الصنف الثاني من وسام الجمهورية (تونس).
- الصنف الثاني من الوسام الوطني للاستحقاق (تونس).

## المؤلفات
- مقامع الصلبان، أحمد بن عبد الصمد الخزرجي، (تحقيق) دار سراس للنشر، تونس، 1975.
- الرسالة الأصغدية، دار الكتاب العربي، تونس، 1976.
- الفكر الإسلامي في الرد على النصارى، الدار التونسية للنشر، تونس، 1986، إعادة نشر دار المدار الإسلامي، بيروت، 2007.
- (بالفرنسية) Ces Écritures qui nous questionnent, la Bible et le Coran (هذه الكتب التي تتحدانا، الكتاب المقدس والقرآن بالتعاون مع مجموعة الأبحاث الإسلامية المسيحية)، Centurion، باريس، 1987.
- (بالفرنسية) Foi et justice (الإيمان والعدل، بالتعاون مع مجموعة الأبحاث الإسلامية المسيحية)، Centurion، باريس، 1987.
- الإسلام والحداثة، الدار التونسية للنشر، تونس، 1991، إعادة نشر دار الطليعة، بيروت، 2009.
- الظواهر الحضرية في تونس القرن العشرين (تحت إدارة)، منشورات كلية الآداب بمنوبة، منوبة، 1996.
- المسلم في التاريخ (المجلد الأول)، منشورات كلية الآداب بمنوبة، منوبة، 1998.
- المسلم في التاريخ (المجلد الثاني)، مؤسسة الملك عبد العزيز آل سعود للدراسات الإسلامية والعلوم الإنسانية، الدار البيضاء، 1999.
- الإسلام بين الرسالة والتاريخ، دار الطليعة، بيروت، 2001.
  - ترجم بالفرنسية من قبل أندريه فيريه، وعنوانه L'Islam entre le message et l'histoire، إصدارات ألبين ميشيل، باريس، 2004.
- القرص المقدس (ترجمة من الإنجليزية لكتاب The Sacred Canopy لبيتر بيرغر)، مركز النشر الجامعي، تونس، 2003.
- (بالفرنسية) Le fait religieux (الواقع الديني)، صحار، تونس، 2005.
- مستقبل الإسلام في الغرب والشرق، المجلد الأول (مع مراد هوفمان)، دار الفكر، دمشق، 2008.
- (بالفرنسية) La Pensée islamique, rupture et fidélité (الفكر الإسلامي، القطع والولاء)، إصدارات ألبين ميشيل، باريس، 2008.
- لبنات، دار الجنوب للنشر، تونس، 2011.
- الثورة والحداثة والإسلام، دار الجنوب للنشر، تونس، 2011.
  - ترجم بالفرنسية، وعنوانه Révolution, modernité, islam، دار الجنوب للنشر، تونس، 2012.
- مرجعيات الإسلام السياسي، دار التنوير، بيروت، 2014.
- المصحف وقراءاته مؤسسة مؤمنون بلا حدود، المغرب 2016.